# Лі Чон Ин
Лі Чон Ин (кор. 이정은) — південнокорейська акторка.

## Біографія
Лі Чон Ин народилася 23 січня 1970 року в столиці Республіки Корея місті Сеул. У 1991 році вона дебютувала на театральній сцені, після чого два десятиліття грала в театрі. Першу невелику роль в кіно Чон Ин зіграла лише у 2000 році. У 2013 році Чон Ин дебютувала на телебаченні, зігравши епізодичну роль в телесеріалі. За наступні п'ять років акторці вдалося зіграти десятки другорядних ролей в фільмах та серіалах. Проривною в кар'єрі Чон Ин стала роль економки Мун Гван у відомому фільмі «Паразити». Ця роль принесла їй нагороди мало не всіх корейських кінопремій, та суттево підвищила її популярність на батьківщині та зробила впізнаваємою закордоном.

## Фільмографія

### Телевізійні серіали
| Рік       | Назва                                                       | Роль                                          | Мережа        |
| --------- | ----------------------------------------------------------- | --------------------------------------------- | ------------- |
| 2013      | «Королева класу»                                            | мати Сон Йон                                  | MBC           |
| 2013      | «Блакитна вежа ZERO»                                        | мати Чон Хуна                                 | tvN           |
| 2013      | «Королівська вілла»                                         |                                               | JTBC          |
| 2013–2014 | «Сяючий роман»                                              |                                               | MBC           |
| 2014      | «Хитрість однієї леді»                                      | власниця салону краси (камео)                 | MBC           |
| 2014      | «Король середньої школи»                                    | мати Су Йон                                   | tvN           |
| 2014      | «Занадто прекрасна для мене»                                | камео                                         | SBS           |
| 2014      | «Тільки любов»                                              | Пак Сун Джа                                   | SBS           |
| 2015      | «Хто ти: Школа 2015»                                        | мати Йон Ин (камео, серія 2 та 3)             | KBS2          |
| 2015      | «О, мій привид»                                             | шаманка в Собінго-доні                        | tvN           |
| 2015      | «Мій фантастичний похорон»                                  | тітка Мі Су                                   | SBS           |
| 2015      | «Авл»                                                       | Кім Чон Мі                                    | JTBC          |
| 2015–2016 | «Пам'ятай»                                                  | Йон По Мі                                     | SBS           |
| 2016      | «Тяга 2»                                                    | мати                                          | Naver TV Cast |
| 2016      | «Щуролов»                                                   | О Ха На                                       | tvN           |
| 2016      | «Привіт привид, давай битися»                               | власниця апартаментів                         | tvN           |
| 2016      | «Навіть не мрій»                                            | лікарка (камео)                               | SBS           |
| 2016      | «Джентльмен з ательє Вольгусу»                              | Гим Чхон Дек                                  | KBS2          |
| 2016      | «Дівчина з локшиною» (спеціальна драма)                     | Ок Сім                                        | KBS2          |
| 2016–2017 | «Фея важкої атлетики Кім Бок Чжу»                           | мати Чун Хьона                                | MBC           |
| 2017      | «Моє завтра з тобою»                                        | Чха Бу Сім                                    | tvN           |
| 2017      | «Крижаний Бін Гу»                                           | Лі Чон Ин                                     | MBC           |
| 2017      | «Поганий злодій, добрий злодій»                             | Квон Чон Хї                                   | MBC           |
| 2017      | «Боротьба за свій шлях»                                     | Ким Бок                                       | KBS2          |
| 2017      | «Дехто помітний»                                            | Кім Чін Йон (камео)                           | JTBC          |
| 2017      | «Доки ти спала»                                             | мати Че Чхана                                 | SBS           |
| 2017      | «Зйомка чудової зустрічі» (спеціальна драма)                | Йон Хї                                        | KBS2          |
| 2017      | «Приватне життя асистента менеджера Пак» (спеціальна драма) |                                               | tvN           |
| 2018      | «Гарна відьма»                                              | шеф (камео)                                   | SBS           |
| 2018      | «Місіс Хаммурапі»                                           | менеджер (камео)                              | JTBC          |
| 2018      | «Містер Саншайн»                                            | служниця Ко Є Сім                             | tvN           |
| 2018      | «Знайома дружина»                                           | мати У Чжина                                  | tvN           |
| 2018      | «Мій дивний герой»                                          | мати клієнта (камео, 4 серія)                 | SBS           |
| 2019      | «Світло в твоїх очах»                                       | мати Кім Хє Чжи                               | JTBC          |
| 2019      | «Ласкаво просимо до Вайкікі 2»                              | власниця кімпабної (камео, 3 серія)           | JTBC          |
| 2019      | «Коли диявол покличе тебе на ім'я»                          | камео                                         | tvN           |
| 2019      | «Незнайомці з пекла»                                        | Ом Бок Сун                                    | OCN           |
| 2019      | «Коли квітне Камелія»                                       | Чо Чон Сук                                    | KBS2          |
| 2020      | «Моя голографічна кохана»                                   | мати Со Йон                                   | Netflix       |
| 2020      | «Привіт до побачення, мамо!»                                | шаманка з Собінго-дона (камео, 4 та 10 серії) | tvN           |
| 2020      | «Дрібка твого розуму»                                       | Кім Мін Чон                                   | tvN           |
| 2020      | «Ще раз»                                                    | Кан Чо Йон                                    | KBS2          |
| 2021      | «Юридична школа»                                            | Кім Ин Сук                                    | JTBC          |
| 2021      | «Щомісячний журнал «Дім»»                                   | Лі Су Чон (камео)                             | JTBC          |
| 2021      | «Ча-Ча-Ча на узбережжі»                                     | камео                                         | tvN           |
| 2022      | «Ювенальна юстиція» (вебсеріал)                             | На Гин Хї                                     | Netflix       |
| 2022      | «Саундтрек №1» (вебсеріал)                                  | мати Ин Су                                    | Disney+       |
| 2022      | «Наш блюз»                                                  | Чон Ин Хї                                     | tvN           |
| 2022      | «Там» (вебсеріал)                                           | Се Рін                                        | TVING         |
| 2022      | «Відсутня: Інша сторона» (2 сезон)                          | Кан Ин Сіль                                   | tvN           |

### Фільми
| Рік  | Назва                                      | Роль                                    |
| ---- | ------------------------------------------ | --------------------------------------- |
| 2000 | «Шедевр у моєму житті»                     | дружина Чін Вона                        |
| 2001 | «Ва Ні та Чун Ха»                          | Продюсерка                              |
| 2009 | «Якби мені було чотири»                    |                                         |
| 2009 | «Мати»                                     | родичка А Чона                          |
| 2013 | «Народжений співати»                       | тітка Дон Су                            |
| 2013 | «Адвокат»                                  | колишня власниця будинку                |
| 2013 | «Жук»                                      | мати                                    |
| 2014 | «Дівчина у моїх дверей»                    | сусідка                                 |
| 2014 | «Кошик»                                    | касир                                   |
| 2014 | «Вибухова родина»                          | жінка                                   |
| 2015 | «Детектив К: Таємниця загубленого острова» | жінка середнього віку                   |
| 2015 | «Бабусі мають таланти»                     | невістка шаманки                        |
| 2015 | «Ексклюзив: Диявольське татуювання»        | хазяйка готелю                          |
| 2015 | «Літній сніг»                              | жінка з Хвасона                         |
| 2016 | «Настрій дня»                              | тітка з веселкової їдальні              |
| 2016 | «Злочинець прокурор»                       | жінка середнього віку                   |
| 2016 | «Лайк за лайк»                             | жінка з агентства нерухомості           |
| 2016 | «4-й простір»                              | власниця критого фургону                |
| 2016 | «Ренегати часу»                            | вчителька старшої школи                 |
| 2016 | «Крик»                                     | дружина Док Гі                          |
| 2016 | «З тобою чи без тебе»                      | тимчасова робітниця їдальні             |
| 2016 | «Перерва наодинці»                         |                                         |
| 2017 | «Нова справа»                              | О Мі Рі                                 |
| 2017 | «Шерів у місті»                            | дружина Йон Хвана                       |
| 2017 | «Окча»                                     | голос Окчі / жінка на інвалідному візку |
| 2017 | «Прикордонний острів»                      | голова жіночої спілки                   |
| 2017 | «Таксист»                                  | дружина Хван Те Суля                    |
| 2017 | «Дракон Якініку»                           | Ко Йон Сон                              |
| 2018 | «Дорослість»                               | судья                                   |
| 2018 | «Міс Пек»                                  | власниця масажного салону               |
| 2018 | «Привіт» (короткометражний фільм)          |                                         |
| 2019 | «Маль Мо Ї: Таємна місія»                  | вчителька з Чеджу (камео)               |
| 2019 | «Інша дитина»                              | жінка середнього віку                   |
| 2019 | «Паразити»                                 | Мун Гван                                |
| 2019 | «Давайте зустрінемось зараз»               | Чон Ин                                  |

## Нагороди
| Рік  | Нагорода                                   | Категорія                                                 | Робота                               | Результат   | Прим.       |
| ---- | ------------------------------------------ | --------------------------------------------------------- | ------------------------------------ | ----------- | ----------- |
| 2008 | 1-ша Премія юношескої драми                | Н/Д                                                       | Н/Д                                  | Перемога    |             |
| 2016 | 37-й Сеульський театральний фестиваль      | Акторська нагорода                                        | Н/Д                                  | Перемога    |             |
| 2017 | 36-та Премія MBC драма                     | Золота акторська гра (акторка серіалу вихідного дня)      | «Поганий злодій, добрий злодій»      | Номінація   |             |
| 2018 | 26-та Премія корейської культури та розваг | Нагорода за майстерність (акторка драми)                  | «Містер Яскравий», «Знайома дружина» | Перемога    | [ 3 ]       |
| 2019 | 55-та Премія Пексан                        | Краща акторка другого плану                               | «Світло в твоїх очах»                | Перемога    | [ 4 ]       |
| 2019 | 24-та Кінопремія Чунса                     | Краща акторка другого плану                               | «Паразити»                           | Перемога    | [ 5 ] [ 6 ] |
| 2019 | 28-та Кінопремія Буїль                     | Краща акторка другого плану                               | «Паразити»                           | Перемога    |             |
| 2019 | 40-ва Кінопремія Блакитний дракон          | Краща акторка другого плану                               | «Паразити»                           | Перемога    |             |
| 2019 | Вибір критиків IndieWire                   | Краща акторка другого плану                               | «Паразити»                           | 22-ге місце | [ 7 ]       |
| 2019 | 19-та Режисерська премія                   | Акторка року                                              | «Паразити»                           | Номінація   |             |
| 2019 | Премія Cine 21                             | Акторка року                                              | «Паразити»                           | Перемога    |             |
| 2019 | 20-та Премія Пусанських кінокритиків       | Краща акторка                                             | «Паразити»                           | Перемога    |             |
| 2019 | 18-та Премія Корейський бренд № 1          | Актороки що привернули увагу                              | Н/Д                                  | Перемога    | [ 8 ]       |
| 2019 | 4-та Asia Artist Awards                    | Нагорода «Фокус»                                          | Н/Д                                  | Перемога    | [ 9 ]       |
| 2019 | 4-та Asia Artist Awards                    | Вибір року                                                | Н/Д                                  | Перемога    | [ 9 ]       |
| 2019 | 4-та Asia Artist Awards                    | Актори які привернули увагу                               | Н/Д                                  | Перемога    | [ 9 ]       |
| 2019 | 33-тя Премія KBS драма                     | Нагорода за майстерність (акторка середньотривалої драми) | «Коли квітне Камелія»                | Перемога    | [ 10 ]      |
| 2020 | 25-та Кінопремія «Вибір критиків»          | Кращий акторський ансамбль                                | «Паразити»                           | Номінація   | [ 11 ]      |
| 2020 | 26-та Премія Гільдії кіноакторів           | Кращий акторський склад в ігровому кіно                   | «Паразити»                           | Перемога    | [ 12 ]      |